# Jürgen Barth (Basketballspieler)
Jürgen „Jogi“ Barth (* 1957) ist ein deutscher Basketballfunktionär sowie ehemaliger -spieler und -trainer.

## Laufbahn
Als Spieler (Position: Spielaufbau) stieg Barth mit der Herrenmannschaft des TV Langen 1976 in die Regionalliga auf, parallel dazu trainierte er Jugendmannschaften sowie teils auch die zweite Herrenmannschaft des Vereins. 1978 trug er als Spieler zum Zweitliga-Aufstieg der TVL-Männer bei. Er wirkte als Mannschaftskapitän, 1981 stieg er mit Langen in die Basketball-Bundesliga auf, sofort aber wieder ab. Im Frühjahr 1984 trennte sich der TVL von seinem Trainer Frank di Leo, Barth übernahm den Posten zunächst als Spielertrainer. Aufgrund von Hüftproblemen musste er als Spieler im Alter von 26 Jahren aber kürzertreten und konzentrierte sich zusehends auf die Aufgabe als Trainer. Mit einer Saisonbilanz von 22 Siegen in 27 Partien führte Barth den TVL 1984/85 zum Aufstieg in die erste Liga, wo er sie bis zum Abstieg 1988 ebenfalls als Trainer betreute. 1987 betreute er die deutsche Studentennationalmannschaft als Trainer bei der Universiade in Zagreb.
1989 gelang es Barth, die Mannschaft zum direkten Wiederaufstieg in die Bundesliga zu leiten. 1990 wurde der Klassenerhalt in der ersten Liga jedoch verpasst, Barth gab seinen Trainerposten aus beruflichen Gründen ab, er trat eine Stelle beim Deutschen Sportbund (DSB) an. Er blieb dem TVL aber als langjähriger Manager der Bundesliga-Mannschaft beziehungsweise Vorsitzender des Gremiums für den Langener Bundesliga-Spielbetrieb sowie als Jugendtrainer erhalten. In der zweiten Hälfte der Saison 93/94 sowie im Frühjahr 1999 sprang er noch einmal als Trainer der Herrenmannschaft ein. Beim DSB war er zunächst Referent für Anti-Doping-Fragen, später dann Leistungssport-Referent.
Als Trainer der Langener Mannschaft in der Nachwuchs-Basketball-Bundesliga (NBBL) wurde Barth in der NBBL-Saison 2007/08 als „Trainer des Jahres“ geehrt. Im März 2015 übernahm er zusätzlich zu seinen Aufgaben als Manager interimistisch bis Saisonende das Traineramt bei der TVL-Herrenmannschaft (damals in der 2. Bundesliga ProB). 2015 war er als Vertreter des Deutschen Olympischen Sportbundes Mitglied eines gemeinsamen Spitzensport-Kompetenzgremiums des Deutschen Basketball-Bundes, der Basketball-Bundesliga, der 2. Basketball-Bundesliga sowie der Landesverbände, welches die Ligen und Verbände beriet. Bis 2024 nahm er als Funktionär und Verbandsberater des Deutschen Olympischen Sportbundes an fünf Olympischen Spielen teil.
Seine Söhne Sebastian Barth (* 1985), Kai Barth (* 1989) und Nico Barth (* 1992) spielten alle unter anderem für den TVL in der 2. Bundesliga ProA.